# Jugulator
Jugulator je třinácté studiové album britské metalové skupiny Judas Priest s novým zpěvákem – Ripperem, vydané 28. října 1997 přes vydavatelství SPV GmbH.  Album se zaměřuje na temnější témata než předchozí alba a je zvukově orientované na groove metal a thrash metal. Album se umístilo v britském žebříčku na 14. místě. Nejlépe se ještě umístilo v žebříčkách v Německu, Japonsku a Finsku.
Tim "Ripper" Owens se domnívá, že toto album je lepší než album Nostradamus z roku 2008.
Album je na rozdíl od předchozích brutálnější a skalní fanoušci ho nepřijali s nadšením. A byly rozděleni na ty, kterým se hudba líbila, ale byli by raději kdyby ji nazpíval Halford, a ty, kterým se to ve všech ohledech nelíbilo.
Album se umístilo v žebříčku Billboard 200 na 82. místě.
Tipton řekl: "Někteří lidé měli pocit, že na albu Jugulator není dost melodie. Ale my jsme se v té době prostě necítili moc melodicky."
Druhý singl alba 'Bullet Train' byla nominována na cenu Grammy za nejlepší metalový výkon v roce 1999.

## Seznam skladeb
Všechny skladby napsali K. K. Downing a Glenn Tipton.
| Pořadí | Název            | Délka |
| ------ | ---------------- | ----- |
| 1.     | Jugulator        | 5:50  |
| 2.     | Blood Stained    | 5:26  |
| 3.     | Dead Meat        | 4:44  |
| 4.     | Death Row        | 5:04  |
| 5.     | Decapitate       | 4:39  |
| 6.     | Burn in Hell     | 6:42  |
| 7.     | Brain Dead       | 5:24  |
| 8.     | Abductors        | 5:49  |
| 9.     | Bullet Train     | 5:11  |
| 10.    | Cathedral Spires | 9:12  |

## Sestava
- Tim 'Ripper' Owens – zpěv
- K.K. Downing – kytara
- Glenn Tipton – kytara
- Ian Hill – baskytara
- Scott Travis – bicí